# Un ovni dans les yeux
Pour plus de détails, voir Fiche technique et Distribution.
Un ovni dans les yeux (Ufo In Her Eyes) est un film allemand réalisé par Guo Xiaolu en 2010. 

## Synopsis
Dans un village campagnard de la Chine, la jeune paysanne Kwok Yun est bouleversée quand elle pense voir à travers un étrange objet lumineux un ovni. Elle déclare ensuite ce qu'elle a vu à Chang, la cheffe de village, dont celle-ci communique cette information jusqu'à Pékin. Très vite, enquêteurs, journalistes et touristes viennent envahir la commune.  

## Fiche technique
- Titre original : Ufo In Her Eyes
- Titre français : Un ovni dans les yeux
- Réalisation et scénario : Guo Xiaolu
- Photographie : Michal Tywoniuk
- Musique : Mocky
- Montage : Nikolai Hartmann
- Son : Philippe Ciompi
- Direction artistique : Jun Yao
- Costume : Julia Strauss
- Production : Klaus Maeck
- Sociétés de production : Corazón International, NDR, Arte
- Pays d'origine :  Allemagne
- Langues originales : Mandarin, anglais
- Format : Couleur et noir et blanc - 2.35:1 Cinemascope - Dolby Digital
- Genre : Comédie dramatique
- Durée : 1h50 minutes
- Date de sortie : 26 avril 2012

## Distribution
- Shi Ke : Kwok Yun, ouvrière et paysanne
- Mandy Zhang : Chief Chang, cheffe du village
- Y. Peng Liu : Le réparateur de vélo
- Zhou Lan : Yee, professeur
- Massela Wei : Secrétaire Zhao, informaticien
- Dou Li : Vieux Kwok, paysan
- Udo Kier : Steve Forst